# Ivar the Boneless

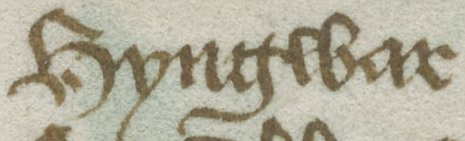
"Hyngwar", tên của Ivar khi xuất hiện trong Harley MS 2278, một văn bản tiếng Anh trung đại thế kỷ thứ 15.

Ivar the Boneless (tiếng Bắc Âu cổ: Ívarr hinn Beinlausi; ra đời vào những năm 800–k. 873), còn được biết đến là Ivar Ragnarsson hay Ivar Không xương, là một thủ lĩnh bán huyền thoại người Viking đã từng xâm lược nước Anh. Theo Chuyện về Ragnar Lodbrok, anh là con trai của Ragnar Loðbrok và vợ ông là Aslaug. Các anh em của anh có Björn Ironside, Halfdan Ragnarsson, Hvitserk, Sigurd Snake-in-the-Eye và Ubba. Ivar và Ímar có lẽ là cùng một người.
Nguồn gốc của biệt danh này vẫn chưa được rõ. "Ívarr beinlausi" có thể được dịch thành "Ivar không chân", nhưng "beinlausi" cũng có thể được dịch là "không xương", do "xương" và "chân" trong tiếng Bắc Âu cổ giống nhau, là "bein". Một số sử thi miêu tả anh là thiếu xương/chân, trong khi một đoạn của Ragnarssona þáttr (còn được biết đến là Chuyện các con trai của Ragnar) gợi ý biệt danh này chỉ bệnh liệt dương.
Theo Chuyện về Ragnar Lodbrok, việc Ivar thiếu xương là hậu quả của một lời nguyền. Mẹ anh, Aslaug, là vợ thứ ba của Ragnar. Bà được miêu tả là một völva, một nhà tiên tri hoặc người thấy được tương lai. Bà nói rằng chồng bà phải đợi 3 ngày trước khi qua đêm với bà sau tân hôn, khi Ragnar trở về sau một thời gian dài xa cách (chiến đấu ở Anh). Tuy nhiên, Ragnar không kiềm chế được dục vọng và đã ngủ với bà ngay trong đêm đó sau khi trở về. Hậu quả là sau này, Ivar sinh ra bị yếu xương.
Một giả thuyết khác là tên anh thực chất là "the Hated" (Kẻ bị ghét bỏ), trong tiếng Latin sẽ là Exosus. Một người chép thuê thời Trung Cổ với vốn hiểu biết hạn hẹp về tiếng Latin có thể dễ dàng nhầm lẫn thành ex (không) os (xương), và dịch ra "the Boneless" hay "Không xương", tuy vậy giả thuyết này lại không hợp lý nếu đối chiếu với các nguồn sử Bắc Âu.
Tuy các sử thi đều miêu tả chứng khuyết tật của Ivar, các nguồn sử này cũng nhấn mạnh trí tuệ, sự xảo quyệt, và tài thao lược của anh trong chiến trận.
Anh được coi là cùng một người với Ímar, người sáng lập nên triều đại Uí Ímair, mà đã nhiều lần, từ giữa thế kỷ thứ 9 cho đến thế kỷ thứ 10, cai trị Northumbria từ kinh đô là thành phố York, và thống lĩnh Biển Ireland với tư cách là Vương quốc Dublin.

## Bảng niên đại

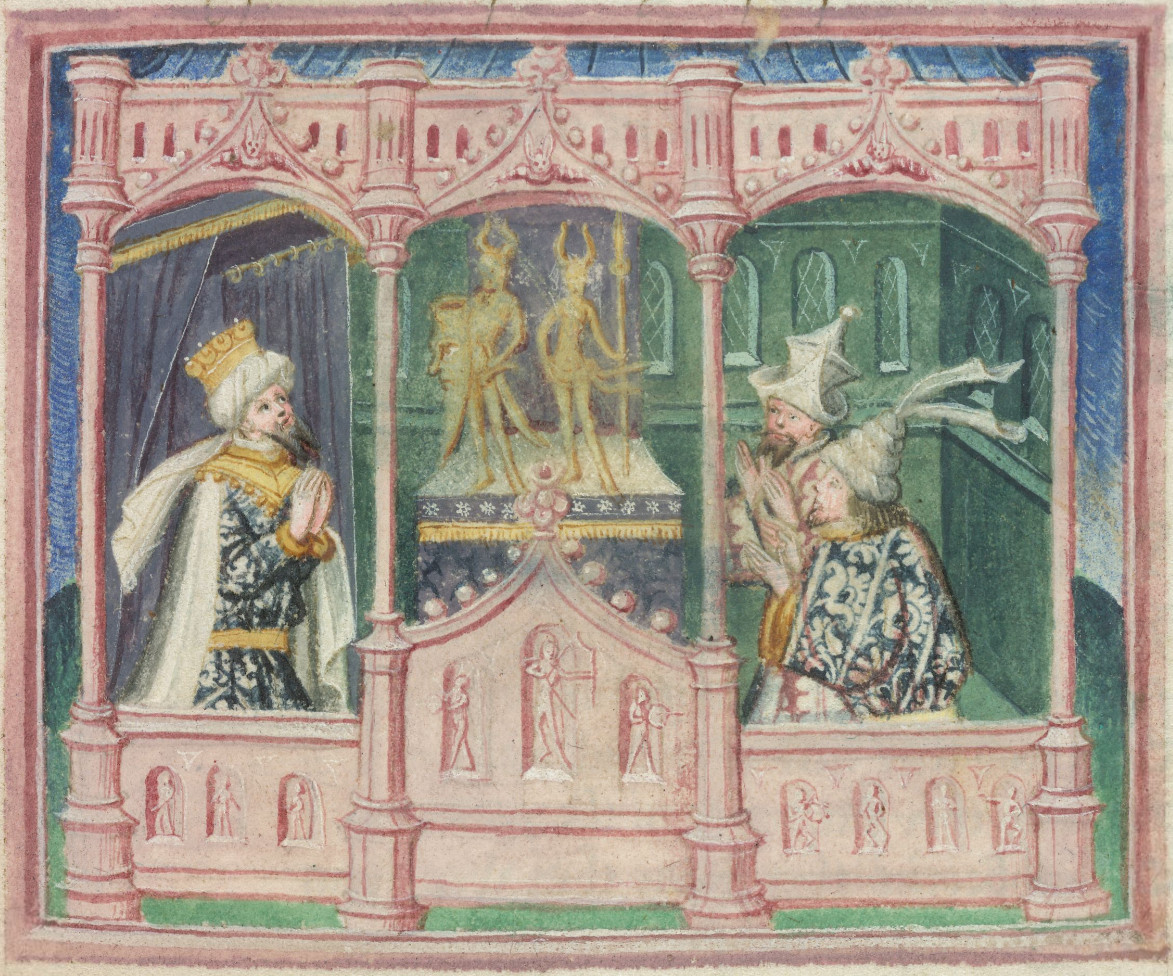
Lothbrocus cùng các con trai Ivar và Ubba. Tiểu họa thế kỷ thứ 15 Harley MS 2278, khổ 39r.

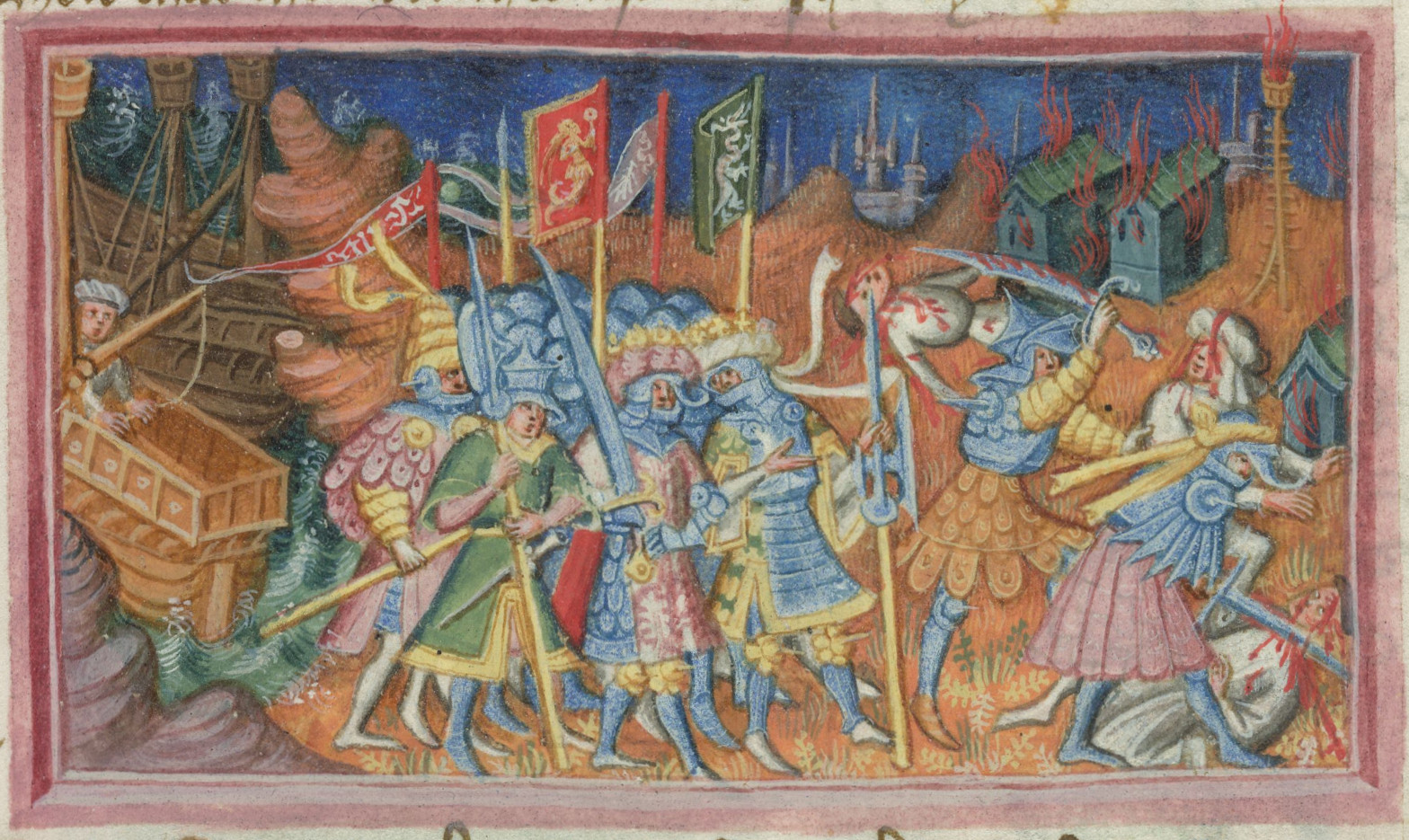
Một bức tranh thế kỷ thứ 15 miêu tả Ívarr và Ubba tấn công vùng nông thôn, xuất hiện trong khổ 48r của mẫu vật 2278 thuộc Thư viện Harley Bảo tàng Anh Quốc.

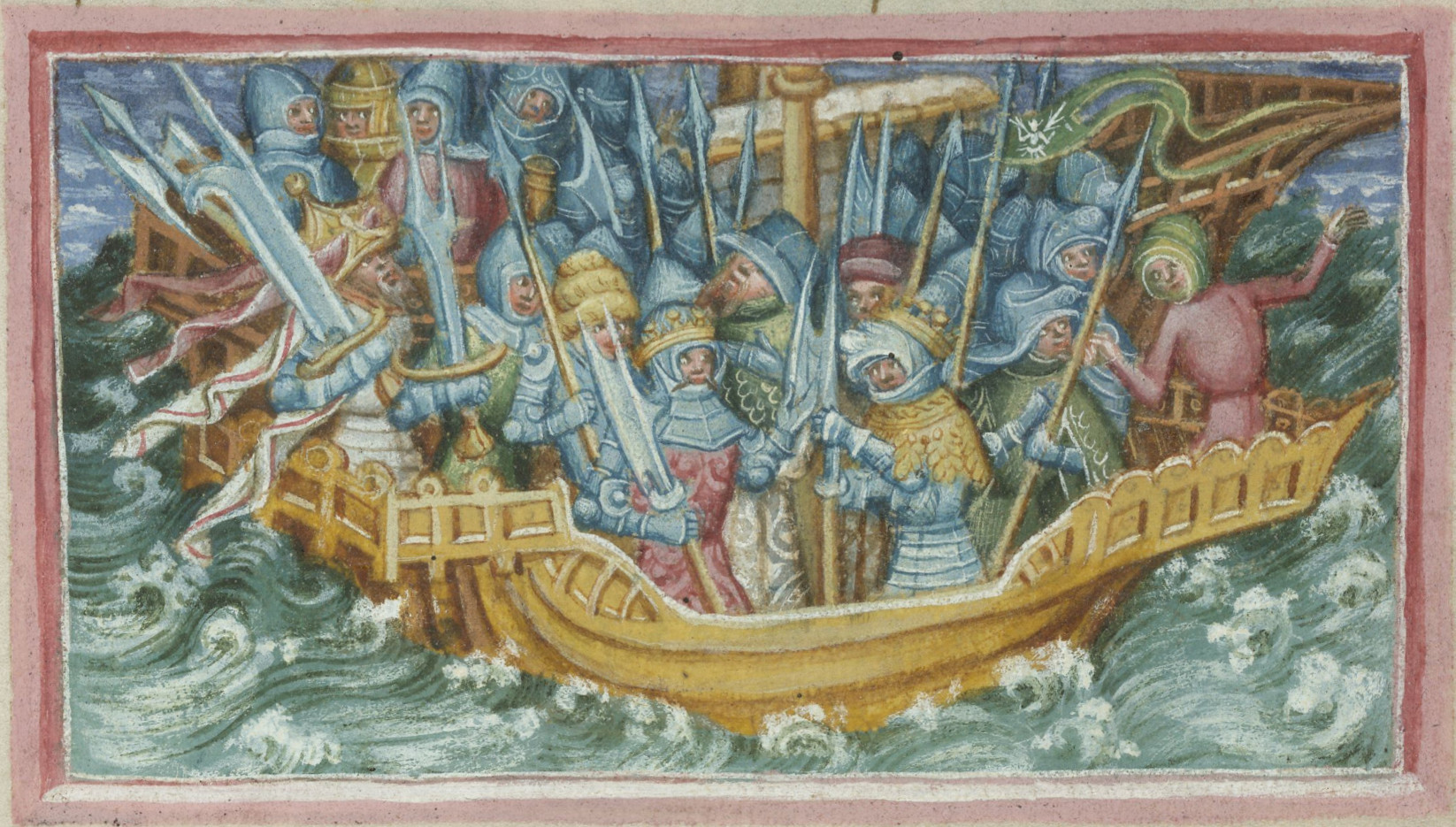
Một bức tranh miêu tả Ívarr và Ubba dẫn quân đến báo thù cho cha, Loðbrók, xuất hiện trên khổ 47v của mẫu vật 2278 thuộc Thư viện Harley Bảo tàng Anh Quốc.

- Năm 865 Đại Quân Ngoại đạo, do Ivar dẫn đầu, xâm lược Thất quốc của người Anglo-Saxon.[8] Thất quốc là tên chung mô tả bảy vương quốc Đông Anglia, Essex, Kent, Mercia, Northumbria, Sussex và Wessex. Các con trai của Ragnar Lodbrok đã lên kế hoạch tấn công, để trả thù Ælla của Northumbria, người được cho là đã xử tử Ragnar vào năm 865 bằng cách cho người ném ông xuống một hố đầy rắn độc, nhưng tính lịch sử của sự kiện này vẫn chưa được rõ.[9][10] Theo sử thi này, Ivar đã không chiến thắng được Ælla và quyết định giải hoà với ông ta. Anh ta chỉ yêu cầu một mảnh đất với diện tích đủ để một tấm da bò bao phủ, và thề không bao giờ tuyên chiến với Ælla nữa. Rồi Ivar cắt tấm da bò thành những sợi mảnh đến độ anh ta có thể dùng da bò quấn quanh một pháo đài lớn (trong một sử thi cũ thì pháo đài đó là York còn một sử thi mới hơn lại nói là London), và nhận là của mình. (Tương tự như mánh khoé huyền thoại của Dido.)
- Sau năm đó, đạo quân đi về phía Bắc và tấn công Northumbria, cuối cùng đã bắt được Ælla tại York vào năm 867.[11] Theo truyền thuyết, Ælla bị Ivar và các anh em xử tử bằng nghi thức đại bàng máu, một nghi lễ tử hình mà các sử gia vẫn còn tranh cãi về tính lịch sử, trong đó khung xương sườn bị chặt gãy từ đằng sau và bẻ ngược ra, phổi bị lôi ra ngoài, tạo thành một hình giống đôi cánh.[7] Năm tiếp theo, đạo quân này tiếp tục đi về phương Nam và tấn công vương quốc Mercia, chiếm thị trấn Nottingham, và nghỉ đông ở đây. Vua Burgred của Mercia phản kháng và liên minh với vị vua người Tây Saxon là Æthelred của Wessex, và hợp quân của họ bắt đầu tấn công thị trấn. Người Anglo-Saxon không chiếm lại được thị trấn này, nhưng đồng ý ký hiệp ước và theo đó người Đan Mạch sẽ quay về York.[11] Đại Quân Ngoại đạo ở lại York trong hơn một năm, củng cố sức mạnh để tiếp tục chiến đấu.[11]
- Ivar và Ubba được xác định là các tư lệnh của quân Đan Mạch khi họ quay lại Đông Anglia vào năm 869, và xử tử vị vua Đông Anglia, Edmund Kẻ tử đạo, vì ông đã từ chối từ bỏ đức tin vào Chúa.[12] Không có nguồn nào ghi lại chính xác cái chết của Edmund, tuy nhiên việc ông thua trận và bị các con trai của Ragnar xử tử tương đối chắc chắn là đã xảy ra.[13]

## Cái chết
Người viết sử Anglo-Saxon Æthelweard ghi lại cái chết của anh vào năm 870. Biên niên sử Ulster lại miêu tả Ivar chết vào năm 873. Cái chết của Ivar cũng được ghi lại trong Biên niên sử Chắp vá của Ireland trong năm 873.
Vua của Laithlind được xác định là Gothfraid (tức cha của Ímar) tuy nhiên đây là do một người chép sách thế kỷ 17 ghi lại. Trong bản thảo gốc thế kỷ 11, người được nói đến chỉ có tên đơn giản là righ Lochlann ("vua của Lochlainn"), có khả năng cao là nói đến Ímar, bởi nếu không thì cái chết của anh không hề được ghi lại trong quyển Biên niên sử Chắp vá. Nguyên nhân cái chết—một căn bệnh đột ngột và kinh khủng—không được bất cứ nguồn sử nào khác nhắc đến, nhưng từ đây, ta thấy rằng có khả năng căn bệnh chưa rõ tên này đã khiến anh què quặt vào lúc cuối đời, dẫn đến cái biệt danh đó trong tiếng Bắc Âu cổ.
Vào năm 1686, một nông dân là Thomas Walker phát hiện ra một nấm mộ Scandinavia tại Repton ở Derbyshire, gần với địa điểm nổ ra trận chiến mà Đại Quân Ngoại đạo đã lật đổ Vua Mercia Burgred. Số lượng những bộ xương không hoàn chỉnh nằm quanh thi hài người chết—khoảng 250—thể hiện rằng người được chôn ở đó có địa vị rất cao. Các sử gia cho rằng một nấm mộ hoành tráng như vậy rất có thể là nơi yên nghỉ của Ivar.
Theo sử thi này, Ivar đã yêu cầu thuộc hạ chôn cất mình ở nơi dễ bị tấn công, và tiên tri rằng, nếu họ nghe lệnh, thì những kẻ thù sau này khi tìm đến vùng đất sẽ không bao giờ chiến thắng. Lời tiên tri này vẫn đúng, theo như sử thi viết lại, cho đến "khi Vilhjalm con hoang (William I của Anh) cập bến[,] ông ta đến [chỗ nấm mộ] và quật mồ Ivar lên rồi thấy rằng thi thể [của Ivar] vẫn chưa hề phân huỷ. Rồi Vilhjalm xây một giàn thiêu lớn và đốt cháy [thi hài Ivar] trên đó... Sau đó, [Vilhjalm tiếp tục cuộc xâm lược và đã giành được] chiến thắng."

## Thể hiện trong tác phẩm hư cấu
- Ivar the Boneless là một nhân vật phụ trong bộ phim Alfred the Great năm 1969,[19] được thể hiện là một chiến binh dẻo dai và nhanh nhẹn.
- Trong bộ phim Hammer of the Gods năm 2013, Ivar the Boneless được thể hiện là một Viking ẩn dật, đồng tính. (Thủ vai nhân vật này là Ivan Kaye, người sau này đóng vai Vua Aelle trong bộ phim truyền hình Vikings của kênh History.[20])
- Trong bộ phim truyền hình Vikings năm 2013 của kênh History, Ivar là con trai của Ragnar và Aslaug, và là em cùng cha khác mẹ của Björn Ironside. Anh lần đầu xuất hiện trong mùa 2 khi là một đứa bé, và sau này được thủ vai lần lượt bởi James Quinn Markey và Alex Høgh Andersen.[21]
- Cuộc xâm lăng Đông Anglia của Ivar và vụ xử tử Edmund Kẻ tử đạo được thể hiện trong video của bài hát Barbarian của nhóm The Darkness.[22]
- Ivar là một nhân vật chính, cùng với anh trai Ubba trong loạt tiểu thuyết Saxon Stories của Bernard Cornwell, bao gồm quyển đầu tiên The Last Kingdom (2004). Tuy nhiên, trong bản phim truyền hình chuyển thể cùng tên, Ivar vẫn là một nhân vật chưa xuất hiện.
- Ivar the Boneless và các anh em Ubba và Halfdan, đều xuất hiện trong trò chơi điện tử Assassin's Creed: Valhalla với tư cách là đồng minh của nhân vật chính, Eivor. Trong trò chơi anh được miêu tả là cực kỳ hung hăng và tàn bạo, liên tục gây xích mích với những nhân vật khác. Ivar được lồng tiếng bởi diễn viên người Canada, Eric Johnson.